# Johann Gottlieb Naumann
Johann Gottlieb Naumann (ur. 17 kwietnia 1741 w Blasewitz, zm. 23 października 1801 w Dreźnie) – niemiecki kompozytor i dyrygent.

## Życiorys
Syn kowala. Początkowo uczył się u kantora i organisty kościoła w rodzinnym Blasewitz i w Loschwitz, od 1754 roku kontynuował naukę w Dreźnie, gdzie śpiewał w chórze kościelnym. Jego nauczycielem był Gottfried August Homilius. W 1757 roku wyjechał wraz ze szwedzkim skrzypkiem Andersem Wesströmem do Hamburga, a następnie do Italii, gdzie odwiedził Wenecję, Rzym, Florencję, Padwę i Bolonię i studiował u Giuseppe Tartiniego i Giovanniego Battisty Martiniego. W 1764 roku dzięki wstawiennictwu Johanna Adolfa Hassego otrzymał angaż na dworze książęcym w Dreźnie, początkowo jako drugi kompozytor muzyki kościelnej, od 1765 roku jako kompozytor muzyki kameralnej, a od 1774 roku jako kapelmistrz. W latach 1765–1768 i 1772–1774, urlopowany z dworu, przebywał we Włoszech. W latach 1777–1780 na zaproszenie króla Gustawa III przebywał w Sztokholmie, gdzie zajmował się organizacją i reformą królewskiej kapeli dworskiej. Od 1785 do 1786 roku działał w Kopenhadze. Na zaproszenie Fryderyka Wilhelma II wielokrotnie gościł także w Berlinie. W 1792 roku poślubił córkę duńskiego admirała, Catharinę von Grodtschilling.

## Twórczość
Naumann należał do czołowych postaci życia muzycznego XVIII wieku, jego działalność związana jest z nurtem Sturm und Drang oraz wczesnym romantyzmem. Położył zasługi w organizacji życia muzycznego w Niemczech, Szwecji i Danii. Wystawiał opery własne i innych kompozytorów, uważany jest za ostatniego ważnego twórcę związanego ze szkołą neapolitańską. W swoich wczesnych operach nawiązywał do Hassego, Grauna, Galuppiego, Piccinniego i Paisiella, później zbliżył się do twórczości C.W. Glucka i opery francuskiej. W muzyce instrumentalnej przeszedł ewolucję od naśladownictwa Tartiniego w kierunku klasycyzmu. Utwory chóralne Naumanna cieszyły się dużą popularnością i wykonywane były do końca XIX wieku.

## Wybrane kompozycje
(na podstawie materiałów źródłowych)

### Dzieła sceniczne
- intermezzo Il tesoro insidiato (wyst. Wenecja 1762)
- opera buffa Li creduti spiriti (wyst. Wenecja 1764)
- opera seria L’Achille in Sciro (wyst. Palermo 1767)
- opera seria Alessandro nelle Indie (1768, niedokończona)
- opera seria La clemenza di Tito (1769)
- opera buffa Il villano geloso (1770)
- opera seria Solimano (wyst. Wenecja 1773)
- azione per musica L’isola disabitata (wyst. Wenecja 1773)
- opera seria Armida (wyst. Padwa 1773)
- opera seria Ipermestra (wyst. Wenecja 1774)
- opera buffa La villanella incostante (wyst. Wenecja 1773)
- opera buffa L’Ipocondrico (1776)
- opera-balet Amphion (wyst. Sztokholm 1778)
- opera seria Elisa (1781)
- opera seria Cora och Alonzo (wyst. Sztokholm 1782)
- opera seria Osiride (1781)
- opera buffa Tutto per amore (1785)
- tragedia liryczna Gustaf Wasa (wyst. Sztokholm 1786)
- opera seria Orpheus og Eurydike (wyst. Kopenhaga 1786)
- festa teatrale La reggia d’Idomeneo (1787)
- opera seria z baletem Medea in Colchide (wyst. Berlin 1788)
- opera seria z baletem i udziałem chóru Protesilao (wyst. Berlin 1789)
- opera buffa La dama soldato (1791)
- festa teatrale Amore giustificato (1792)
- opera buffa Aci e Galatea ossia I ciclopi amanti (1801)

### Oratoria
- La passione di Gesù Cristo (wyst. Padwa 1767)
- Isacco, figura del Redentore (1772)
- S. Elena al calvario (1775)
- Giuseppe riconosciuto (1777)
- Il ritorno del figliolo prodigo (1785)
- La morte d’Abel (1790)
- Davide in Terebinto, figura del Salvatore (1794)
- I Pellegrini al sepolcro (1798)
- Il ritorno del figliolo prodigo (1800)
- Betulia liberata (1805)

### Pieśni
- Freimaurerlieder... zum Besten der neuen Armenschule (wyd. Lipsk 1775)
- 40 Freymäauerlieder zum Gebrauch der teutschen auch französischen Tafellogen (wyd. Berlin 1782, 2. wyd. 1784)
- Sammlung von Liedern (wyd. Pforten 1784)
- Sechs neue Lieder (wyd. Berlin 1795)
- 25 neue Lieder verschieden Inhalts (wyd. Drezno 1799)

### Utwory instrumentalne
- 12 sinfonii-uwertur
- Concerto B-dur na klawesyn lub fortepian i orkiestrę
- Sonatine na klawesyn, obój z fagotem lub flet z basem
- Divertimento na 2 skrzypiec i wiolę
- tria na 2 skrzypiec i altówkę
- 12 sonat na harmonikę szklaną